# Poppins (entreprise)
Vous êtes invité à donner votre avis sur cette page de discussion, de manière argumentée en vous aidant notamment des critères d’admissibilité ou en présentant des sources extérieures et sérieuses.  
Après avoir apposé le modèle {{Admissibilité}} sur une page, suivez les étapes expliquées sur Wikipédia:Débat d'admissibilité/Aide :
| 1. | Créez la page de débat d'admissibilité.                                                                      | Sauvegardez d’abord la page pour l’initialiser puis indiquez votre motivation.              |
| 2. | Important : ajoutez une entrée dans la section Débat d'admissibilité du jour.                                | Utilisez ce texte : *{{L\|Poppins (entreprise)}}                                            |
| 3. | Pensez à informer les contributeurs principaux de la page et les projets associés lorsque cela est possible. | Utilisez ce texte : {{subst:Avertissement débat d'admissibilité\|Poppins (entreprise)}}~~~~ |

Poppins est une entreprise française fondée en 2018 par François Vonthron et Antoine Yuen.

## Concept
Poppins développe des thérapies digitales s’appuyant sur les interactions entre la musique et le développement cognitif des enfants, sous la forme de dispositifs médicaux numériques.
L'application, disponible sur smartphone et tablette, s'adresse aux enfants ayant des troubles dys, notamment la dyslexie, afin de les aider à améliorer leurs compétences en lecture. L'utilisation de Poppins est préconisée en attente ou en complément d'un suivi orthophonique.

### Recherche clinique
Les travaux de Poppins s'appuient sur des études scientifiques, notamment celles de Michel Habib, neurologue au CHU-Marseille, établissant le lien entre musique et cognition. Michel Habib a publié des études sur la rééducation par la musique des troubles dys, et s'est associé au projet Poppins depuis sa création[réf. nécessaire].
Une étude clinique réalisée de 2021 à 2023 a permis d'évaluer l'impact de l'entraînement rythmique de Poppins sur les capacités de lecture des enfants dyslexiques utilisant l'application. Les résultats de cette étude, qui démontrent une améliore significative de la vitesse et de la précision de lecture, ont été publiés en 2025 dans la revue Scientific Reports.

## Historique de l'entreprise
La société Poppins (anciennement Mila) est créée en décembre 2018 par avec le soutien de l'Ecole Polytechnique[réf. souhaitée].
Poppins a été désigné projet prioritaire en santé numérique dans le cadre de l'appel à manifestation d'intérêt mené par l'Etat Français en 2021.

## Commercialisation
Pendant les confinements de 2020, l'application est proposée gratuitement à 6 000 familles sur demande de la Fédération française des Dys[source insuffisante].
Poppins est disponible en France moyennant un système d'abonnement ou grâce à des partenariats avec des tiers-payeurs, comme des complémentaires santé ou des employeurs[réf. souhaitée].